# Генрі Тойвомякі
Генрі Тойвомякі (фін. Henri Toivomäki, нар. 21 лютого 1991, Мянтсяля) — фінський футболіст, захисник клубу «КуПС» та національної збірної Фінляндії.

## Клубна кар'єра
Народився 21 лютого 1991 року в місті Мянтсяля. Вихованець клубу «Лахті». У дорослому футболі дебютував 2008 року виступами за основну команду, в якій провів два сезони, взявши участь у 39 матчах чемпіонату.
1 лютого 2010 року Генрі був відданий в оренду італійській «Аталанті» з правом викупу і відразу був відправлений до молодіжної команди, з якою став півфіналістом Турніру Віареджо. Влітку бергамаски вирішили не викуповувати контракт гравця і він повернувся до Фінляндії, де продовжив виступи за «Лахті», а також віддавався в оренду в нижчоліговий клуб «Гямеенлінна».
3 січня 2011 року Тойвамякі підписав 2,5-річний контракт з голландським «Аяксом». Після прибуття Генрі заявив, що вплив товариша по команді «Лахті» Ярі Літманена був вирішальним у його рішенні приєднатися до амстердамської команди. Спочатку Тойвомякі був включений до заявки резервної команди «Йонг Аякс», але увесь сезон 2011/12 років він пропустив через травму паху. 27 червня 2012 року було оголошено, що Генрі проведе наступний сезон в оренді в нижчоліговому нідерландському «Алмере Сіті», щоб відновити форму після травми. Всього в Еерстедивізі фін провів за клуб 8 ігор та ще один матч зіграв у національному кубку, проте повернувшись з оренди він не отримав пропозиції про продовження контракту від «Аяксу», тому влітку 2013 року покинув клуб і 23 липня повернувся в «Лахті».
Згодом у сезонах 2016 та 2017 років захищав кольори норвезького клубу «Сарпсборг 08», а у 2018 році представляв фінський КуПС.
31 грудня 2018 року Тойвомякі уклав контракт зі столичним фінським клубом ГІК, у складі якого провів наступні два сезони своєї кар'єри гравця і 2020 року виграв з командою чемпіонат і кубок країни.
На початку 2021 року Генрі повернувся у КуПС, з яким того ж року виграв ще один Кубок Фінляндії.

## Виступи за збірні
2009 року дебютував у складі юнацької збірної Фінляндії (U-19), загалом на юнацькому рівні взяв участь у 8 іграх.
Протягом 2011—2013 років залучався до складу молодіжної збірної Фінляндії. На молодіжному рівні зіграв у 12 офіційних матчах.
5 червня 2018 року дебютував в офіційних матчах у складі національної збірної Фінляндії, зігравши в товариській грі проти Румунії (0:2).

## Статистика виступів

### Статистика клубних виступів
| Сезон             | Команда           | Чемпіонат         | Чемпіонат | Чемпіонат | Coppa nazionale | Coppa nazionale | Coppa nazionale | Єврокубки | Єврокубки | Єврокубки | Усього | Усього |
| Сезон             | Команда           | Ліга              | Ігор      | Голів     | Ліга            | Ігор            | Голів           | Ліга      | Ігор      | Голів     | Ігор   | Голів  |
| ----------------- | ----------------- | ----------------- | --------- | --------- | --------------- | --------------- | --------------- | --------- | --------- | --------- | ------ | ------ |
| 2008              | «Лахті»           | В                 | 15        | 0         | КФ+КФЛ          | -               | -               | -         | -         | -         | 15     | 0      |
| 2009              | «Лахті»           | В                 | 24        | 0         | КФ+КФЛ          | -               | -               | ЛЄ        | 6         | 0         | 30     | 0      |
| 2009–10           | «Аталанта»        | A                 | 0         | 0         |                 | -               | -               | -         | -         | -         | 0      | 0      |
| 2010              | «Лахті»           | В                 | 9         | 0         | КФ+КФЛ          | -               | -               |           | 0         | 0         | 9      | 0      |
| 2010–11           | «Аякс»            | Е                 | 0         | 0         |                 | -               | -               | -         | -         | -         | 0      | 0      |
| Усього за кар'єру | Усього за кар'єру | Усього за кар'єру | 48        | 0         |                 | ?               | ?               |           | 6         | 0         | 54+    | 0+     |

## Титули і досягнення
- Чемпіон Фінляндії (1):

ГІК: 2020
- Володар Кубка Фінляндії (3):

ГІК: 2020
КуПС: 2021, 2022